# Cheloderus childrenii
Cheloderus childrenii är en skalbaggsart som beskrevs av Gray 1832. Cheloderus childrenii ingår i släktet Cheloderus och familjen långhorningar. Inga underarter finns listade i Catalogue of Life.